# RIM-7 시스패로

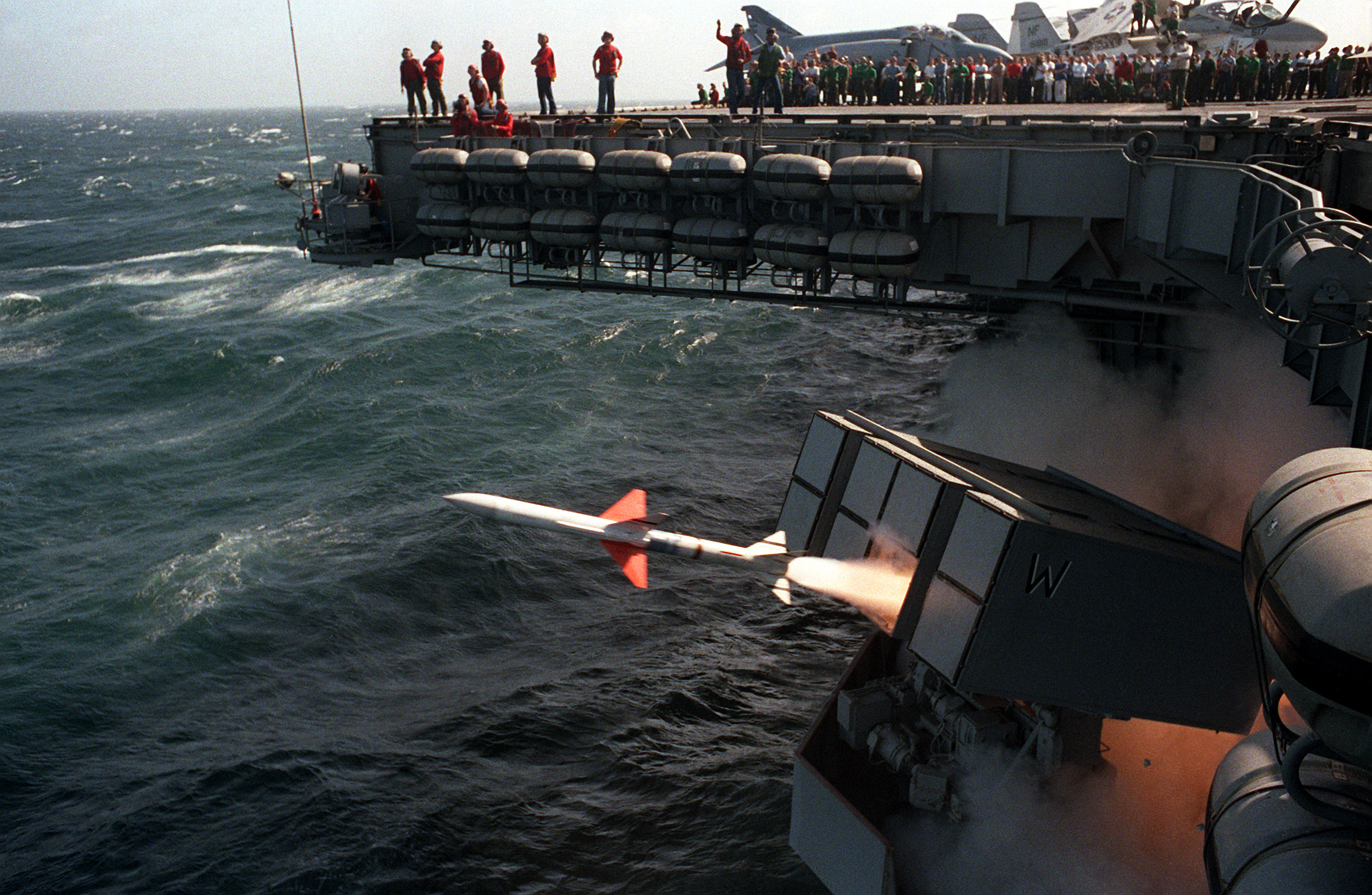
미국 항공모함 미드웨이(CV-41)의 mk-25 대공 미사일 시스템에서 발사되는 RIM-7 시스패로 미사일

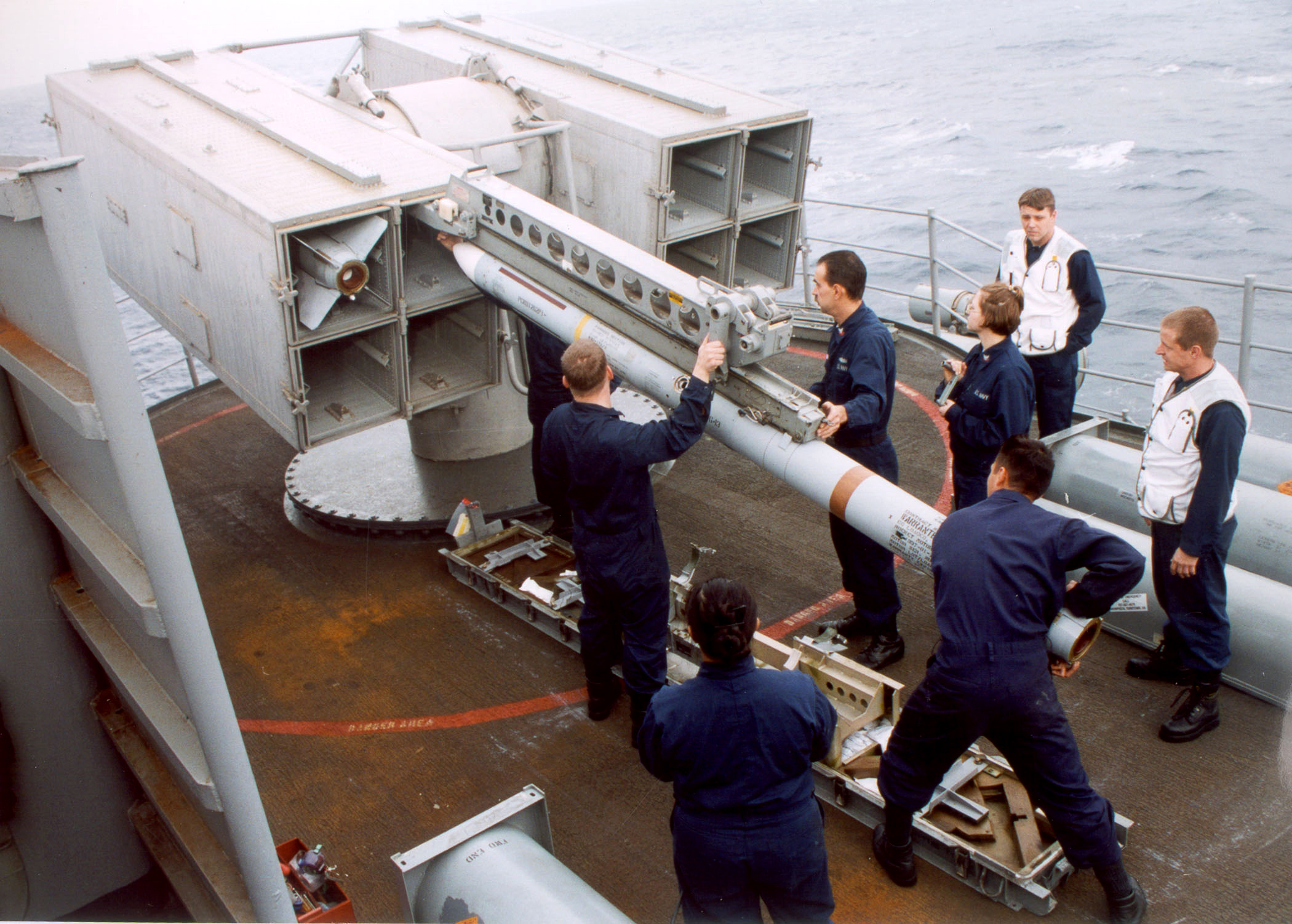
USS 존 F. 케네디 (CV-67) 항모의 mk-29 발사대에 장전되고 있는 시스패로

RIM-7 시스패로(Sea Sparrow) 미사일은 미국의 단거리 함대공 미사일이다. 공대공 미사일인 AIM-7 스패로 미사일의 해상 발사용 버전이다.

## 제원
- 길이: 3.6 m (12 ft)
- 직경: 203 mm (8 in)
- 폭: 1 m (3 ft 4 in): 날개폭 기준
- 발사중량: 대략 225 kg (500 lb)
- 속도: 마하 3
- 사정거리: 50 km
- 유도방식: 반능동 레이다 추적 (참고) 능동형식- AIM120 반능동형식-AIM7
- 탄두: 40 kg (88 lb) 폭풍 파편형

## RIM-162 ESSM

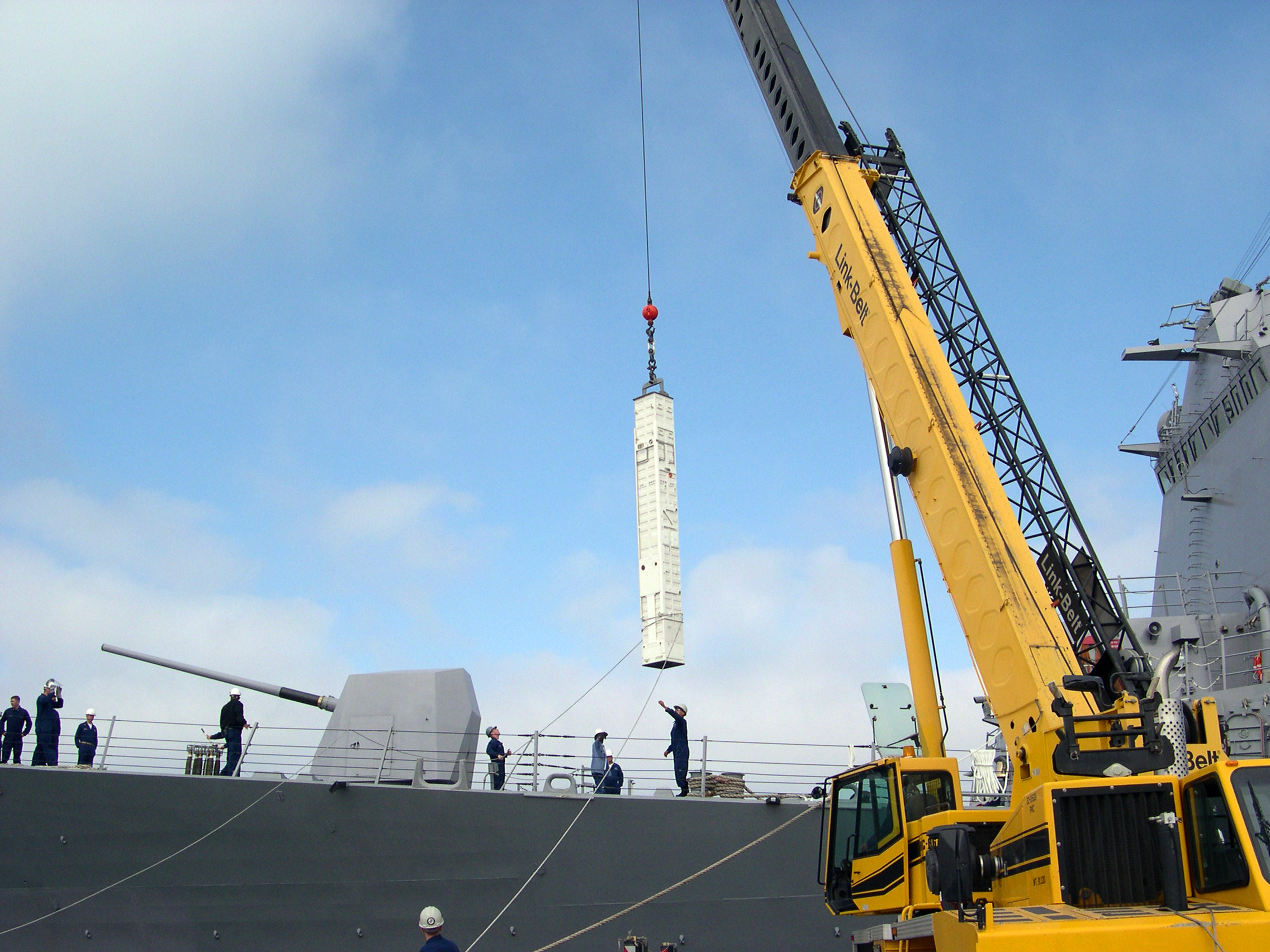
2004년 5월 5일, 미국 구축함 USS 맥캠벨의 mk-41 수직발사대에 장전되고 있는 RIM-162 ESSM. 마크 41 수직발사대는 한국의 충무공이순신급 구축함과 세종대왕급 구축함에서도 사용된다.

당초 미해군과 미공군은 시스패로의 레이다/적외선 시커를 사용하는 업그레이드 버전인 AIM-7R을 계획했었다. 그러나 이 계획은 1996년 12월 AIM-120 암람을 대량구매하기로 함으로써 취소되었다.
레이시온은 시스패로의 새로운 업그레이드인 RIM-7R ESSM(Evolved Sea Sparrow Missile)를 제안했다. 이것은 기존의 RIM-7P의 유도부분을 유지한 채 직경이 기존의 8인치에서 10인치로 두꺼워지고, 중간에 있던 기존의 날개 대신 스탠다드 미사일과 비슷한 형태의 날개로 교체하여 기동성을 향상시켰다. 이 새로운 미사일은 기존의 시스패로와의 차이점이 많아서 새로운 제식번호인 RIM-162 ESSM을 배정받았다.

## 같이 보기
- 미사일 목록
- AIM-7 스패로 - 시스패로의 공대공 미사일 버전이다.
- RIM-162 ESSM - 시스패로의 최신형이다.
- 아스터 미사일 - 유럽에서는 아스터 미사일을 사용한다.
- 광개토대왕급 구축함 - 대한민국 최초의 대양해군용 구축함인 광개토대왕급의 주력 대공 미사일이다.
- 아사기리급 호위함 - 일본의 1980년대 호위함의 주력 대공 미사일이다.